# 山河恋
山河恋，越剧古装剧。1947年由越剧编剧南薇、韩义等据中国古典小说《东周列国志》与法国作家大仲马的小说《侠隐记》的部分情节改编。

## 故事情节
春秋时，梁国宰相黎瑟企图调戏梁僖公的夫人绵姜被拒，因而设计陷害绵姜。宫女戴赢在宓姬婢女季娣的帮助下，派钟兕、申息两人解救了绵姜。

## 演出
1947年8月19日，袁雪芬、尹桂芳、筱丹桂、范瑞娟、傅全香、徐玉兰、竺水招、张桂凤、徐天红、吴小楼等“越剧十姐妹”在上海首演此剧。

## 引用文献
1. ↑  十姐妹联合义演《山河恋》[]